# تاداو تشينو
تاداو تشينو (باليابانية: 千野忠男؛ بالكانا: ちの ただお) هو مصرفي ياباني، ولد في 1934 في فوجيدا في اليابان، وتوفي في 2008 في طوكيو في اليابان.